# エルトン・ディーン
エルトン・ディーン（Elton Dean、1945年10月28日 - 2006年2月8日）は、アルト・サックス、サクセロ（ソプラノ・サックスの一種）、またキーボードでも演奏したイギリスのジャズ・ミュージシャンである。

## 経歴
ディーンは、イングランドのノッティンガム生まれで、出産後すぐにロンドンのトゥーティングに移住した。1966年から1967年まで、ロング・ジョン・ボルドリーが率いるバンド、ブルーソロジー（Bluesology）のメンバーとなった。バンドのピアニストであったレジナルド・ドワイトは、ディーンとボルドリーのファーストネームを組み合わせ、自分の芸名「エルトン・ジョン」を名乗るようになった。
1968年から1970年までキース・ティペット・セクステットのメンバーとして、1969年から1972年まではソフト・マシーンのバンド・メンバーとして評判を呼んだ。ソフト・マシーンを離れる直前に、自身のグループ、ジャスト・アス（Just Us）をスタートした。
1975年から1978年にかけて、彼はナインセンスと呼ばれる9ピース・バンドを指揮し、ブラックネル・ジャズ・フェスティバルなどのイベントで演奏した。それ以来、彼自身のグループ（通常のカルテットやクインテットなども）は、フリー・ジャズの様式で、マーク・ヒウィンズと一緒に組んだソフト・ヒープのように、あらかじめ作曲された素材がほとんど、またはまったくない状態で演奏することが多かった。一方で同時期に、ギタリストのフィル・ミラーが率いるイン・カフーツ、ドラマーのピップ・パイル率いるエキップ・アウト、そしてソフト・マシーンの元ベーシストであるヒュー・ホッパーとの様々なプロジェクトなどで、しっかり作曲された楽曲に基づいた演奏も行った。
2002年、ディーンと3名の元ソフト・マシーン・メンバー（ベースのヒュー・ホッパー、ドラムのジョン・マーシャル、ギターのアラン・ホールズワース）は、ソフト・ワークス名義でツアーを行った。その後、別の元ソフト・マシーンのメンバーであるギタリスト、ジョン・エサリッジがホールズワースと交替し、ソフト・マシーン・レガシーとしてツアーとレコーディングを行い、以前のソフト・マシーンのレパートリーと新作からの数曲を演奏した。ディーンをフィーチャーした3枚のアルバムがリリースされた：『ライヴ・イン・ザーンダム2005』（CD 2005年5月10日）、『パリ・コンサート 2005』（DVD 2005年12月12日）、スタジオ・アルバム『ソフト・マシーン・レガシー』（CD 2006年。2005年レコーディング）。
ディーン最後の音楽コラボレーションには、ディーン、ヒュー・ホッパー、ソフィア・ドマンシッチ、シモン・グーベルで構成された4人組のソフト・バウンズ（Soft Bounds）、そしてアレックス・マグワイアのプロジェクト、サイキック・ウォーリアー（Psychic Warrior）も含まれている。
「心臓と肝臓の問題」を1年以上かかえた後、2006年2月8日にディーンは亡くなった。これにより、ソフト・マシーンの再結成に参加することはできなくなった。

## ディスコグラフィ

### リーダー・アルバム
- 『エルトン・ディーン』 - Elton Dean (1971年) ※『ジャスト・アス』（Just Us）として再リリースあり。
- Oh! For The Edge (1976年)
- They All Be On This Old Road (1976年) ※ライブ
- Happy Daze (1977年) ※ライブ
- Three's Company Two's A Crowd (1979年)
- 『バウンダリーズ』 - Boundaries (1980年)
- The Bologna Tape (1985年)
- Welcomet (1986年)
- Duos (1988年)
- Trios (1988年)
- EDQ Live (1989年)
- Unlimited Saxophone Company (1989年)
- Vortex Tapes (1990年) ※ライブ
- 『サイレント・ノウリッジ』 - Silent Knowledge (1995年)
- Headless Quartet (1997年)
- Newsense (1997年)
- Moorsong (1998年)
- QED (2000年)
- 『シー・オヴ・インフィニティー』 - Sea of Infinity (2002年)
- 『ライヴ・アット・ザ・BBC』 - Live at the BBC (2003年) ※エルトン・ディーンズ・ナインセンス名義。1975年録音
- 『ザ・100クラブ・コンサート1979』 - The 100 Club Concert (1912年) ※エルトン・ディーンズ・ナインセンス名義。1979年録音

### コラボレーション・アルバム
- 『クルエル・バット・フェア』 - Cruel But Fair (1976年) ※with ヒュー・ホッパー、キース・ティペット、ジョー・ギャリヴァン
- 『エル・スキッド』 - El Skid (1977年) ※with アラン・スキドモア
- The Cheque Is In The Mail (1977年) ※with ケニー・ホイーラー、ジョー・ギャリヴァン
- Mercy Dash (1977年) ※with ヒュー・ホッパー、キース・ティペット、ジョー・ギャリヴァン
- All The Tradition (1990年) ※with ハワード・ライリー、ポール・ロジャース、マーク・サンダース
- Bar Torque (1992年) ※with マーク・ヒウィンズ
- 『ブラディック』 - Bladik (1992年) ※with ポール・ダンモール、トニー・レヴィン、ポール・ロジャース、ラズウェル・ラッド、キース・ティペット
- One Two One (1993年) ※with ハワード・ライリー
- If Dubois Only Knew (1995年) ※with ポール・ダンモール
- Descending Circles (1995年) ※with ハワード・ライリー
- Rumours Of An Incident (1996年) ※with ラズウェル・ラッド
- The Origin Of Man (1996年) ※with ジョー・ギャリヴァン、ブライアン・クオモ
- 『ザ・マインド・イン・ザ・トゥリーズ』 - The Mind In The Trees (1997年) ※with ヒュー・ホッパー、ヴィンス・クラーク、フランシス・ナイト
- Into The Nierika (1998年) ※with ロベルト・ベラタラ、マーク・サンダース
- Freedom in Jazz (2000年) ※with ジャンルイージ・トロヴェシ
- Avant (2004年) ※with ソフィア・ドマンシッチ
- 『奇跡』 - The Unbelievable Truth (2005年) ※Elton Dean & The Wrong Object名義。日本ではソロ名義
- Northern Lights (2006年) ※Freebeat名義。with トニー・ビアンコ、ジョン・ウィルキンソン
- Remembrance (2013年) ※with ポール・ダンモール、ポール・ロジャース、トニー・ブランコ。2004年録音

### バンド・アルバム
ソフト・マシーン (ライブ・アルバムについては ソフト・マシーン 参照)
- 『3』 - Third (1970年)
- 『4』 - Fourth (1971年) ※旧邦題『フォース』
- 『5』 - Fifth (1972年)

その他のバンド
- センティピード : 『セプトーバー・エナジー』 - Septober Energy (1971年)
- ソフト・ヘッド : 『ローグ・エレメント』 - Rogue Element (1978年)
- ソフト・ヒープ : 『ソフト・ヒープ』 - Soft Heap (1979年)
- ソフト・ヒープ : A Veritable Centaur (1983年)
- ピップ・パイルズ・エキップ・アウト : 『エキップ・アウト』 - L'Equipe Out (1985年)
- イン・カフーツ : 『ライブ1986-1989』 - Live 86-89 (1989年)
- Anglo Italian Quartet : Put It Right Mr. Smoothie (1990年)
- ピップ・パイルズ・エキップ・アウト : Up! (1990年)
- British Saxophone Quartet : Early October (1995年)
- Anglo Italian Quartet : Twice Upon A Time (1995年)
- ソフト・ワークス : 『アブラカダブラ』 - Abracadabra (2003年)
- ソフト・マウンテン : 『ソフト・マウンテン』 - Soft Mountain (2003年)
- イン・カフーツ : 『オール・ザット』 - All That (2003年)
- ソフト・バウンズ : Live at Le Triton (2004年)
- ピップ・パイルズ・エキップ・アウト : 『インスタンツ』 - Instants (2004年) ※1994年のライブ
- ソフト・マシーン・レガシー : 『ライヴ・イン・ザーンダム2005』 - Live in Zaandam (2005年)
- ソフト・マシーン・レガシー : 『ソフト・マシーン・レガシー』 - Soft Machine Legacy (2006年)
- ソフト・ヒープ : 『アルデンテ』 - Al Dente (2008年) ※1979年のライブ

### 参加アルバム
- ジュリー・ドリスコール : 『1969』 - 1969 (1969年)
- キース・ティペット : 『ユー・アー・ヒア・アイ・アム・ゼア』 - You Are Here... I Am There (1970年)
- ケヴィン・エアーズ : BBC Sessions 1970-1976 (1970年)
- ロバート・ワイアット : 『ジ・エンド・オブ・アン・イアー』 - The End Of An Ear (1970年)
- キース・ティペット : 『デディケイテッド・トゥー・ユー』 - Dedicated To You, But You Weren't Listening (1971年)
- ヘッズ・ハンズ&フィート : 『ヘッズ・ハンズ&フィート(手と足と頭)』 - Heads Hands & Feet (1971年)
- レグ・キング : Reg King (1971年)
- マイク・ハグ : Somewhere (1972年)
- アレクシス・コーナー : Alexis Korner (1973年)
- マイク・ハグ : Stress & Strain (1973年)
- ヒュー・ホッパー : Monster Band (1974年)
- クリス・マグレガーズ・ブラザーフッド・オブ・ブレス : Bremen to Bridgwater (1975年)
- ドゥドゥ・プクワナ : 『ダイヤモンド・エクスプレス』 - Diamond Express (1975年) ※旧邦題『アフリカン・クロスオーバー』
- ジュリー・ティペッツ : 『サンセット・グロウ』 - Sunset Glow (1975年)
- ヒュー・ホッパー : 『ホッパー・チューニティ・ボックス』 - Hoppertunity Box (1976年)
- Intercontinental Express: London (1976年)
- キース・ティペット : Frames (1978年)
- カーラ・ブレイ・バンド : 『ヨーロピアン・ツアー 1977』 - European Tour 1977 (1978年)
- John Stevens Dance Orchestra : A Luta Continua (1979年)
- ナショナル・ヘルス : 『D.S.アル・コーダ』 - DS Al Coda (1981年)
- キース・ティペット : A Loose Kite in a Gentle Wind... (1984年)
- The Big Team : Under The Influence (1984年)
- フィル・ミラー : 『カッティング・ボース・ウェイズ』 - Cutting Both Ways (1985年)
- ハリー・ベケット : Pictures of You (1985年)
- Dennis Gonzalez Dallas-London Sextet : 『Catechism』 - Catechism (1987年)
- フィル・ミラー : 『スプリット・セカンズ』 - Split Seconds (1988年)
- Joe Gallivan's Soldiers Of The Road : Innocence (1991年)
- ジョン・グリーヴス : 『ソングス』 - Songs (1994年)
- MASHU : Elephants in your head? (1996年)
- ラズウェル・ラッド : Broad Strokes (1999年)
- サイキック・ウォーリアー : 『サイキック・ウォーリアー』 - Psychic Warrior (2003年)
- キャロル・グライムス : Mother (2003年)
- ヒュー・ホッパー : Jazzloops (2003年)
- Steve Miller Trio Meets Elton Dean : Steve Miller Trio Meets Elton Dean (2008年) ※1985年録音